# 柏市立柏第二小学校
柏市立柏第二小学校（かしわしりつ かしわだいにしょうがっこう）は、千葉県柏市豊四季にある市立小学校。愛称は「柏二小」（かしわにしょう）または「二小」（にしょう）。

## 概観
江戸幕府の放牧場小金牧#上野牧の野馬の捕り込め場跡であり、校庭の東門付近には、当時の野馬土手が残っている。校舎は、第一校舎が３階建て、第二校舎も３階建て、第三校舎だけ、二階建てになっている。また、同じ敷地にこどもルームもある。

## 校訓
校訓は、かんがえる子、やさしい子、たくましい子が校訓である。

## 沿革
- 1888年（明治21年）4月1日 - 豊四季簡易小学校として創立する。
- 1892年（明治25年）6月 - 千代田村立豊四季尋常小学校と改称。
- 1914年（大正3年）10月10日 - 千代田村立豊四季尋常小学校と改称。
- 1947年（昭和22年）4月1日 - 柏町立豊四季小学校となる。
- 1948年（昭和23年）4月1日 - 柏町立第二小学校と改称。
- 1954年（昭和29年）11月15日 - 柏市立第二小学校と改称。
- 1966年（昭和41年）11月20日 - 鉄筋校舎落成　（現 第一校舎）。
- 1977年（昭和52年）4月 - 新校舎増築　（現 第二校舎）。
- 1985年（昭和60年）11月20日 - 第三校舎増築　木造校舎解体。
- 1987年（昭和62年）11月7日 - 創立100周年記念式典。
- 2020年（令和２年）２月１日　体育館新設
- 2022年（令和4年）11月１日　創立130周年

## 学区
こちらを参照柏市役所 小学校の通学区域

## 交通
東武野田線豊四季駅より徒歩20分

## 著名な出身者
- 大翔鵬清洋（大相撲力士）

## その他
2024年11月市制70周年記念し、給食で特別献立が提供された。

## 周辺の施設
- 私立柏陽幼稚園
- 柏市立豊四季中学校
- 新富近隣センター
- 気象大学校